# Blas de Lezo
Blas de Lezo y Olavarrieta, soprannominato Patapalo (Gambadilegno) e successivamente Mediohombre (Mezzouomo) (Pasaia, 3 febbraio 1689 – Cartagena, 7 settembre 1741), è stato un ammiraglio spagnolo.
Combatté con successo nella guerra di successione spagnola (1711 – 1714) e nella guerra anglo-spagnola dal 1739 al 1742, nel corso della quale difese la città colombiana di Cartagena dall'attacco combinato della marina e della fanteria inglese.  I soprannomi gli sono stati attribuiti a seguito delle numerose protesi lignee che dovette usare a causa delle ferite subite in combattimento.

## Biografia

### Le esperienze giovanili
De Lezo iniziò la sua carriera militare nel 1701 come aspirante guardiamarina nella marina di Francia. Nel 1704, nel corso della guerra di successione spagnola, combatté nella battaglia di Vélez Málaga, che vide una flotta franco-spagnola sconfiggere la flotta anglo-olandese. In questa battaglia Blas perse la gamba sinistra.
Dopo la promozione ad alfiere, Blas partecipò alle battaglie di Peñíscola e di Palermo. A seguito di queste ricevette la promozione a guardiamarina. Nel successivo Assedio di Tolone (1707) perse l'occhio sinistro.
Più tardi De Lezo si distinse come comandante di vari convogli navali poiché riuscì a ingannare, con abili manovre, le navi inglesi che incrociavano lungo le coste catalane. 
Dal 1711 servì nella flotta militare spagnola al comando dell'ammiraglio Andrés Pez.
Nel 1713 fu promosso al grado di capitano. Nell'anno seguente, durante l'assedio di Barcellona, perse in combattimento il braccio destro.
Poco dopo, al comando di una fregata spagnola, si impadronì di ben 11 navi britanniche fra le quali la Stanhope.

### Le operazioni nel Pacifico
Verso la fine della guerra di successione spagnola Blas ricevette il comando della nave ammiraglia Lanfranco ed il 16 febbraio 1723 gli fu affidato il comando della flotta spagnola dei mari del sud.
Con queste navi combatté con successo la pirateria inglese ed olandese che operava lungo le coste americane del Pacifico. In queste battaglie si impadronì di 12 navi avversarie. Nel 1725 si sposò in Perù.

### Il comando della flotta del Mediterraneo
Nel 1730 ritornò in Spagna ove fu nominato comandante in capo della flotta spagnola del Mediterraneo. Il suo primo incarico fu quello di condurre una campagna contro la Repubblica di Genova con lo scopo di esigere il pagamento della somma di 12 milioni di pesos che una banca genovese doveva alla Spagna. Risultato che egli ottenne con la minaccia di sottoporre la città a bombardamento dal mare.

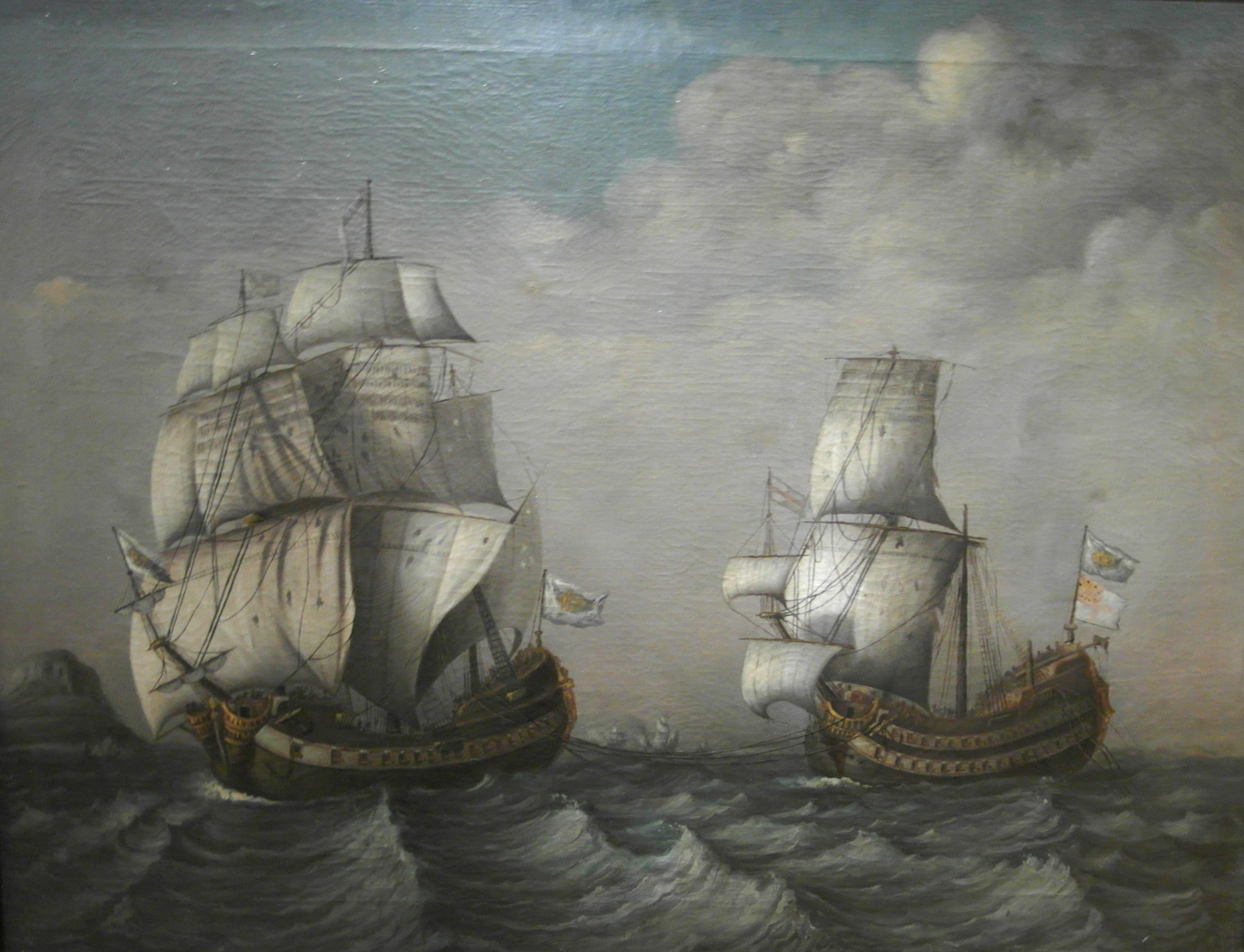
La fregata di Blas de Lezo con la sua preda, la nave britannica Stanhope

Nel 1732 egli condusse valorosamente insieme a Giuseppe Carrillo de Albornoz, duca di Montemar, a bordo della Santiago, una spedizione contro la città barbaresca di Orano, che assalì con una formazione di battaglia costituita di 54 navi ed equipaggiata con 30.000 uomini e che poi occupò. Tuttavia il comandante nemico, Bay Hassan, riuscì a riunire nuovamente le sue truppe trasformandosi così in assediante della città. Blas venne in soccorso alla città con sei navi e 5.000 soldati annientando, dopo una dura battaglia, la forza di combattimento nemica, costituita prevalentemente da corsari barbareschi. 
Dopo questo successo si spostò verso la base militare principale dei corsari nella baia di Mostegan, costituita da due forti e difesa da 4.000 uomini, danneggiandola gravemente e provocando pesanti perdite tra i difensori.
Nei mesi successivi Blas instaurò un blocco navale per poter bloccare il ritorno ottomano in Algeria, il che gli diede il tempo sufficiente per provvedere alle opere di difesa della città di Orano. Tuttavia, a causa di un'epidemia scoppiata fra la truppa, dovette rientrare con le sue navi a Cadice. 
Nel 1734 Blas de Lezo fu nominato dal re di Spagna, Filippo V, tenente generale della flotta.

### Il ritorno in America e la morte
Nel 1737 egli, con le navi Fuerte e Conquistador tornò in America, ove assunse la carica di comandante generale di Cartagena in Colombia. Egli difese con successo nel 1741, nel corso della guerra anglo-spagnola dal 1739 al 1742 (detta anche guerra dell'orecchio di Jenkins) la città contro la flotta dell'ammiraglio inglese Vernon nella omonima battaglia. 
Quando all'inizio del gennaio 1741 una serie di reggimenti di fanteria inglese attraversarono l'Atlantico diretti a Giamaica, divennero possibili per la prima volta grossi attacchi ai punti strategici del sistema di trasporti spagnolo. Poiché Giamaica era troppo lontana da L'Avana per poterle difendere entrambe, un attacco al Cartagena pareva quello che aveva maggiori probabilità di successo. Il viceammiraglio inglese Vernon dirigeva le operazioni della flotta mentre la fanteria era posta agli ordini del generale Thomas Wentworth.

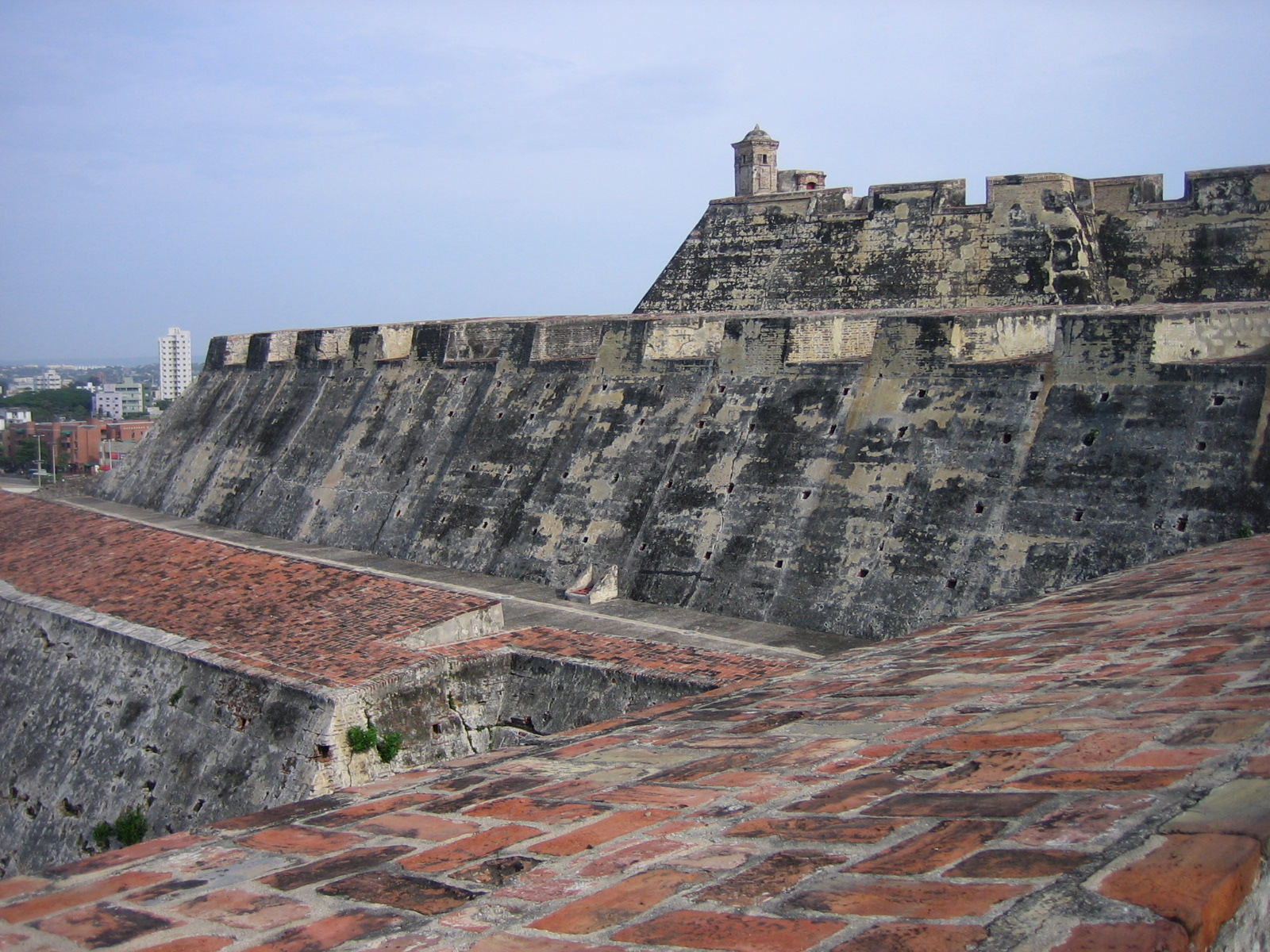
Fortezza di San Felipe de Barajas (Cartagena)

La flotta d'invasione inglese al comando del Vernon era costituita da 186 navi, fra le quali vi erano navi di linea, fregate, cannoniere e navi da trasporto, con un totale di 23.000 uomini e 2.000 cannoni. Blas de Lezo disponeva solo di 3.000 soldati regolari, di 600 arcieri indiani e della truppa di sei fregate. Nonostante la soverchiante superiorità numerica del nemico, Blas poté contare sulle potenti fortificazioni della città di Cartagena, che egli stesso aveva fatto rafforzare, oltre che sulla sua personale esperienza di ben ventidue battaglie combattute.
La battaglia di Cartagena durò dal 9 marzo al 9 maggio 1741 e terminò con la sconfitta degli inglesi ai quali non riuscì di cacciare gli spagnoli dalla città. Il fallimento dell'impresa inglese d'invasione assicurò alla Spagna il mantenimento della supremazia in una grossa parte delle Americhe. 
L'ammiraglio Blas de Lezo fu gravemente ferito nel corso dell'assedio e morì il 7 settembre nella città stessa a seguito delle ferite riportate dopo che l'assedio era stato levato. Venne lì sepolto con tutti gli onori del suo rango.